# Nikolaj Ryzjkov
Nikolaj Ivanovitsj Ryzjkov (Russisch: Николай Иванович Рыжков, Oekraïens: Микола Іванович Рижков) (Sjtsjerbynovka (Oblast Donetsk), 28 september 1929 – Moskou, 28 februari 2024) was een Russisch en Sovjetpoliticus. Hij was voorzitter van de Raad van Ministers van de Sovjet-Unie van 1985 tot 1991, toen hij werd opgevolgd door Valentin Pavlov. 

## Levensloop
Ryzjkov werd in 1929 geboren in Sjtsjerbynovka (nu: Toretsk, Oblast Donetsk in Oekraïne), als zoon van Russische ouders, die onder andere aan het hoofd van de Sverdlovskspoorlijn en diverse dagbouwmijnen in Oblast Sverdlovsk stonden. Hij volgde een opleiding aan de Staats-Technische Universiteit van de Oeral en behaalde in 1959 zijn diploma. Van 1965 tot 1970 was hij adjunct-directeur van de Oeralmasj in Sverdlovsk, om vervolgens van 1970 tot 1971 de algemene directeur en van 1971 tot 1975 de directeur-generaal van dit bedrijf te worden.

### Politieke loopbaan
Ryzjkov trad in 1956 toe tot de Communistische Partij van de Sovjet-Unie (CPSU). In 1974 werd hij verkozen tot lid van de Opperste Sovjet en kreeg hij de functie van secretaris van de Economische Plannings- en Begrotingscommissie. Vanaf 1975 was hij ook vice-minister voor machinebouw en vanaf 1979 de eerste vice-voorzitter van de Gosplan Staatsplanningscommissie. 
In 1981 werd hij lid van het Centraal Comité van de Communistische Partij van de Sovjet-Unie - mede dankzij Andropov - zonder daarvoor kandidaat te zijn geweest. Van 1982 tot 1985 was hij de secretaris van de economische afdeling van het Centraal Comité. Van april 1985 tot 1990 was hij onder Michail Gorbatsjov een volwaardig lid van het hoogste politieke orgaan, het Politbureau.
Op 27 september 1985 werd hij benoemd tot voorzitter van de Raad van Ministers, als opvolger van Nikolaj Aleksandrovitsj Tichonov. Hij steunde Gorbatsjov onder andere in zijn poging om de planeconomie te decentraliseren en nieuwere technologieën te introduceren, ondanks dat hij de introductie van de perestrojka (reorganisatie) en de nieuwe marktmechanismen met tegenzin vertegenwoordigde. 

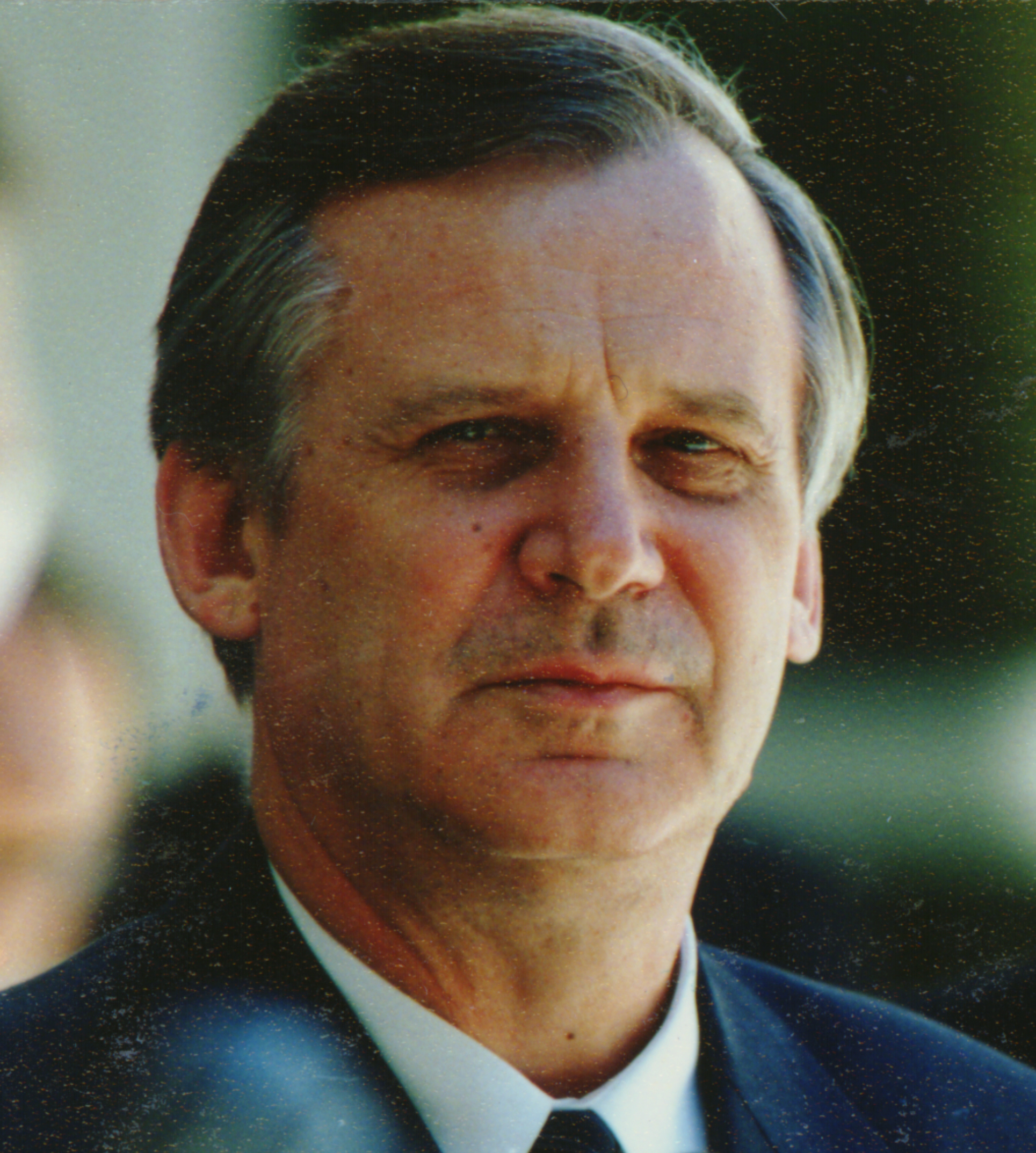
Ryzjkov in 1990

Op het CPSU-partijcongres van juli 1990 verloor Ryzjkov zijn zetel in het Politbureau en in januari 1991 werd hij als premier vervangen door Valentin Pavlov. 
Bij de eerste Russische presidentsverkiezingen van 1991 was hij kandidaat namens de Communistische Partij. Hij kreeg ongeveer 13,4 miljoen stemmen, wat overeenkomt met 16,9% van de uitgebrachte stemmen, waarmee hij ruim veertig punten achter Boris Jeltsin stond, die de verkiezingen uiteindelijk won. In december 1995 werd hij tot lid van de Staatsdoema gekozen en in 1996 werd hij de formele leider van de linkse "Patriottische Russische Volkspartij", terwijl Gennadi Zjoeganov de onofficiële leider was. Op 17 september 2003 legde hij zijn zetel in de Doema neer en werd hij lid van de Federatieraad. 
In 2014 steunde Ryzjkov de Russische annexatie van de Krim en werd om die reden op 17 maart 2014 gesanctioneerd door Canada, Zwitserland, de Europese Unie en de Verenigde Staten. Ook steunde hij de annexatie van de Oekraïense oblasten Donetsk, Cherson, Loehansk en Zaporizja in 2022.
Ryzjkov overleed op 28 februari 2024 op 94-jarige leeftijd.

## Onderscheidingen
Ryzjkov heeft verschillende prijzen en onderscheidingen gekregen, waaronder:
- Held van de Arbeid van de Russische Federatie (in 2019)
- Medaille voor de 1000e Verjaardag van Kazan (in 2005)
- Orde van Verdienste voor het Vaderland (in 2004)
- Medaille voor de 850e Verjaardag van Moskou (in 1997)
- Orde van de Eer
- Leninorde (in 1976 en in 1979)
- Orde van de Oktoberrevolutie (in 1971)
- Orde van de Rode Vlag van de Arbeid (in 1966 en in 1985)
- Orde van de Vaderlandse Oorlog (in 1985)
- Jubileumsmedaille voor Militaire Dapperheid ingesteld ter herinnering aan de Honderdste Verjaardag van Vladimir Iljitsj Lenin (in 1970)
- Staatsprijs van de Sovjet-Unie (in 1969 en in 1979)

De Armeense regering plaatste in 1988 een monument voor Ryzjkov in Spitak als erkenning van zijn persoonlijke bijdrage aan de wederopbouw van deze stad, die na de Aardbeving in Spitak van 1988 grotendeels was verwoest. In 2008 kende de Armeense regering Ryzjkov hun hoogste staatsonderscheiding toe, de Nationale Held van Armenië.
- CiNii: DA07072881
- Gemeinsame Normdatei: 119440253
- International Standard Name Identifier: 0000 0001 3986 5608
- Library of Congress Control Number: n81047725
- Nationale Bibliotheek van Letland: 000101909
- Nationale Bibliotheek van Tsjechië: jn20000701552
- Nationale Bibliotheek van Israël: 987007400014805171
- Nederlandse Thesaurus van Auteursnamen: 073042617
- Système universitaire de documentation: 113818947
- Virtual International Authority File: 188268912
- WorldCat: E39PBJjmQwRDYqytW3CdK64Dv3